# Batalla de Perpiñán
La Batalla de Perpiñán de 1793 (en francés: Bataille de Perpignan) o Batalla de Niel se produjo el 17 de julio de 1793 cuando el ejército francés de los Pirineos Orientales dirigido por Louis-Charles de Flers se defiende contra una ofensiva del Ejército español de Cataluña comandado por Antonio Ricardos. Los franceses respondieron a los ataques españoles y obligaron a sus oponentes a retirarse.  Perpinán es ahora la capital del departamento de los Pirineos Orientales, pero en 1793 era la ciudad principal de la desaparecida provincia de Rosellón (Rousillon). La acción se libró durante la guerra del Rosellón, parte de la guerra de la primera coalición.